# Раде Вучкович
Раде Вучкович е сръбски композитор и певец.

## Биография
Роден е през 1949 г. в град Куршумлия, Сърбия.
Вучкович е сред хората, с които Яшар Ахмедовски се сближава и работи, но смъртта на Ипче води до прекъсване на отношенията на Яшар с Вучкович и музикалния изпълнител Шабан Шаулич. На 19-годишна възраст Раде пристига в Белград и се записва в Музикалната академия.
Срещата му с Борис Бизетич е решаваща за кариерата му. В началото на 70-те години на XX век Бизетич работи с Мики Йевремович, който предлага на Вучкович да изпее неговата песен „Така плака Изидора“. Раде си сътрудничи с много други музикални изпълнители, сред които са Митар Мирич, Джей Рамадановски, Ипче Ахмедовски, Добривое Топалович и Люба Аличич.
Раде има двама сина – Александър и Улф и дъщеря на име Йелена, която тръгва по стъпките на баща си и става известна певица.